# Handfasting

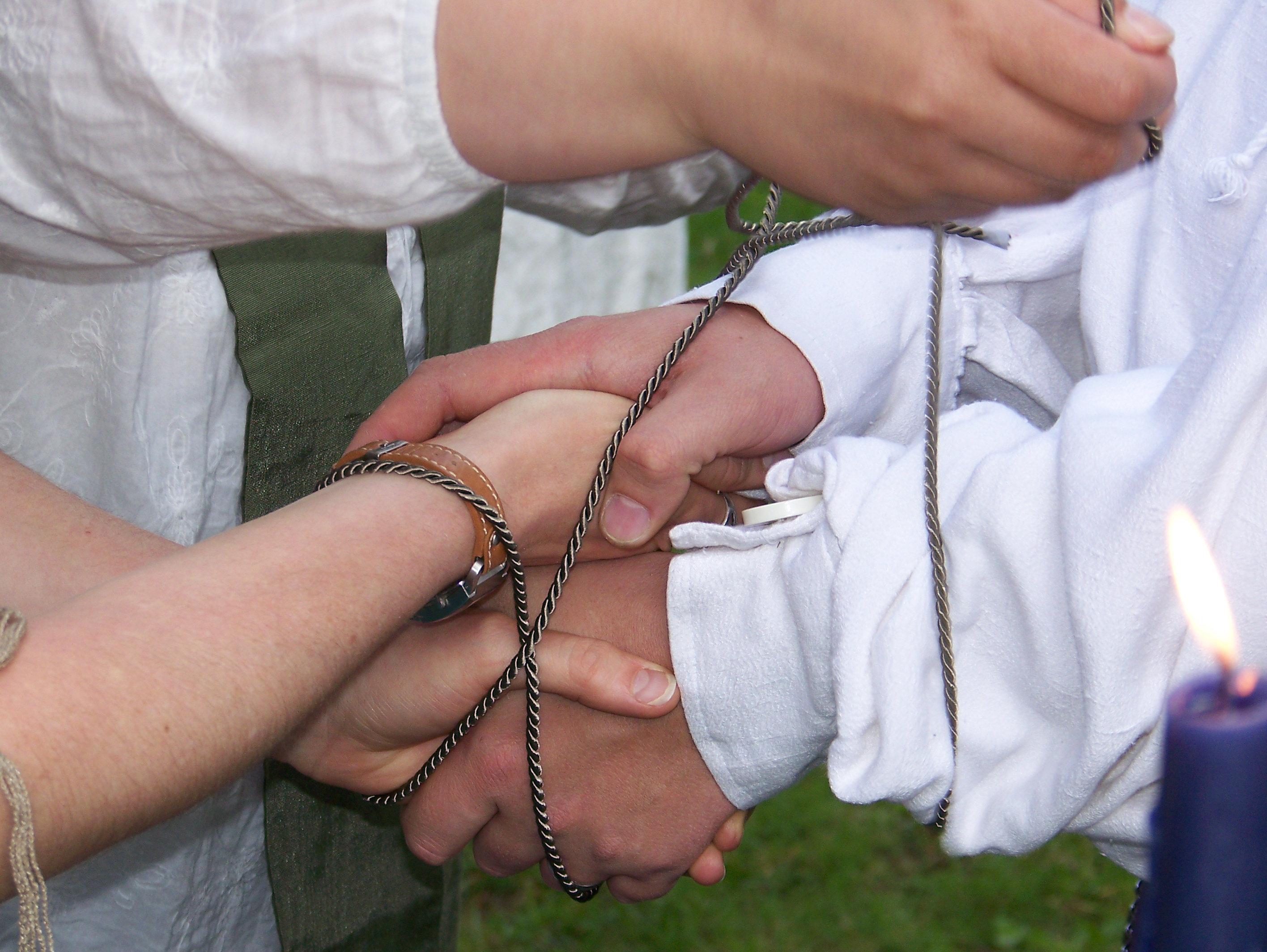
Handfasting

L'handfasting (lett. "legatura delle mani") è un rituale di nozze neopagano. Derivante dal matrimonio more danico è riconosciuto agli effetti civili in alcuni Stati degli Stati Uniti, in Gran Bretagna e in Irlanda, qualora l'officiante abbia anche potestà di diritto civile.
Il nome deriva da un elemento fortemente simbolico della cerimonia: l'atto di legare le mani degli sposi con un nastro, che rappresenta allegoricamente la loro unione e l'impegno reciproco. Tale impegno può essere anche espresso dallo scambio di anelli: molte coppie scelgono anelli che riflettono le loro tradizioni spirituali e culturali, mentre altre scelgono fedi tradizionali.
L'handfasting contempla anche l'unione di due persone dello stesso sesso: la wicca si caratterizza per una totale apertura verso le relazioni omosessuali, a cui riconosce pari dignità con quelle eterosessuali. In questo caso, il riconoscimento legale è subordinato alla presenza negli ordinamenti giuridici degli Stati di norme sulle unioni omosessuali.
L'handparting (letteralmente "divisione delle mani") è una cerimonia di divorzio, sebbene si tratti di un'innovazione moderna.

## Storia
L'handfasting era un rito matrimoniale in uso presso le popolazioni germaniche settentrionali, in particolare in Gran Bretagna nel tardo periodo anglosassone e nel successivo periodo normanno. Nel periodo pagano noto o in uso come uno dei rituali del matrimonio more danico, fu praticato durante anche il primo periodo cristiano, per quanto scoraggiato subito dalla Chiesa.
Era spesso celebrato in aree rurali, quando un sacerdote non era disponibile. La coppia si poteva unire in more christiano  successivamente.
Come esempio storico si ha Canuto I d'Inghilterra, con Ælfgifu di Northampton, quest'ultima descritta come la moglie handfast di Canuto, in contrapposizione a Emma di Normandia, moglie di Canuto in more christiano.
La necessità di un sacerdote alla cerimonia di matrimonio fu definitivamente ufficializzata solo con il concilio di Trento l'11 novembre 1563.

## Uso neopagano
Nei gruppi neopagani e in modo particolare nella wicca, la cerimonia è stata reinterpretata, diventando l'abituale rito d'unione, sia di prova che permanente, praticato nella maggior parte dei culti. L'unione può durare per "un anno e un giorno", per tutta la vita o per tutta l'eternità, al di là della vita biologica. Infatti l'handfasting spesso rappresenta l'unione dell'anima, piuttosto che quella fisica, e dunque nel successivo ciclo di reincarnazione la coppia dovrebbe incontrarsi nuovamente e ricongiungersi.
Le coven possono optare per l'uso di cerimonie dell'handfasting storicamente documentate, oppure creare una cerimonia originale. Come nella maggior parte dei rituali neopagani, non vi è una liturgia universalmente riconosciuta e gli elementi inclusi nella cerimonia dipendono dalle credenze e dalle preferenze della coppia. Nei casi in cui la coppia appartenga a una particolare tradizione della wicca o a una particolare tradizione culturale, può esservi una specifica forma del rituale. La legatura delle mani può essere celebrata dall'officiante (sacerdote, sacerdotessa o entrambi), dagli ospiti, o dagli sposi stessi.
L'handfasting celebrato dagli sposi si conclude generalmente con il Grande Rito, ossia l'unione fisica e spirituale dei due sposi, nella maggior parte dei casi celebrato in forma privata. Il periodo preferenziale per la celebrazione dell'handfasting è la festa di Beltane, perché a maggio si celebra l'unione della Dea e del Dio, ed è considerata una benedizione sposarsi nello stesso periodo. Tuttavia la cerimonia può essere celebrata anche in altri periodi dell'anno.